# Anouar Brahem
Anouar Brahem (* 20. Oktober 1957 in Tunis-Halfaouine, Tunesien) ist Komponist und ein Virtuose auf der arabischen Kurzhalslaute Oud.

## Biografisches
Anouar Brahem begann sein Studium der Laute Oud im Alter von zehn Jahren am National-Konservatorium in Tunis (Conservatoire national de musique de Tunis) bei dem Altmeister Ali Sriti. Fünfzehnjährig spielte er bereits in lokalen Orchestern und mit achtzehn Jahren entschied er sich gänzlich dafür, die Musik zu seinem Beruf zu machen. Von seinem Lehrer Ali Sriti erhielt er weiteren privaten Unterricht in klassischer Arabischer Musik. Nach und nach erweiterte Brahem seinen musikalischen Horizont, interessierte sich für die indische und iranische Musik und vor allem für Jazz.
Die rein traditionelle arabische Musik, die vorwiegend zur Unterhaltung und auf Hochzeiten gespielt wurde und in der sein Instrument lediglich die Begleitfunktion für Sänger erfüllte, befriedigte ihn auf Dauer nicht. Er begann, eigene Kompositionen zu schreiben und gab eine Reihe von Solokonzerten, die nach und nach ein positives Echo in Öffentlichkeit und Presse fanden.
Aus seiner Verknüpfung der unterschiedlichen modalen Eigenarten der östlichen (Mashreq) und der westlichen (Maghreb) arabischen Musiktraditionen mit komplexen Improvisationen entstand Brahems Vision einer Musik fernab von nostalgischen Orientalismen, die das musikalische Schaffen in diesem Bereich gegenwärtig teilweise kennzeichnen.
Sein Drang nach neuen Erfahrungen führte ihn 1981 nach Paris, wo er mit zahlreichen Musikern verschiedener Genres zusammentraf. Hier blieb er vier Jahre, komponierte intensiv für das tunesische Kino und Theater. Unter anderem schrieb er die Musik für Maurice Béjarts Ballett Thalassa Mare Nostrum und für Costa-Gavras’ Film Hanna K.
1985 kehrte er nach Tunis zurück. Eine Einladung zum Karthago Festival brachte ihn mit bekannten Musikern der französischen Jazzszene und weiteren aus der tunesischen und türkischen Musik zusammen. Mit ihnen entstand das Projekt 85, mit dem er den Tunesischen Nationalpreis für Musik gewann.
In den folgenden Jahren war er in verschiedenen Projekten involviert. Das brachte ihn zu seinen musikalischen Wurzeln zurück. Mit einem kleinen Ensemble, einem Takht als ursprünglicher Form des traditionellen Orchesters, in dem jeder Instrumentalist sowohl als Solist als auch als improvisierender Musiker fungierte, wollte er den Geist und die Intimität der klassischen arabischen Kammermusik neubeleben. Damit hatte er 1988 auf dem Karthago Festival erneut durchschlagenden Erfolg.
Nach einer Tour durch die USA und Kanada lernte er 1990 den Produzenten Manfred Eicher kennen, mit dem er seitdem kontinuierlich zusammenarbeitete und sämtliche Alben auf dem als audiophil geltenden Label ECM veröffentlichte. Es entstanden Aufnahmen mit zahlreichen renommierten Jazz-Musikern, darunter dem Saxophonisten Jan Garbarek, dem Bassisten Palle Danielsson, den Akkordeonisten Richard Galliano und Jean-Louis Matinier sowie dem Percussionisten Lassad Hosni.
Anouar Brahem ist ein international anerkannter Musiker und Komponist, der insbesondere mediterrane und orientalische Einflüsse sowie Elemente des Jazz zusammenfügt. 2010 erhielt er einen Echo Jazz in der Sparte sonstige Instrumente.
Im Dezember 2014 feierte Souvenance im Prinzregententheater in München Europapremiere, die erste von Brahem für ein Kammerorchester geschriebene Musik. Zusammen mit Brahem spielten im Arrangement von Johannes Berauer François Couturier (Piano), Klaus Gesing (Bassklarinette), Björn Meyer (Bassgitarre) und das Tallinner Kammerorchester.

## Stil-Kritik in Zitaten
„Dass Anouar Brahems Musik schwierig einzuordnen ist, zeichnet seinen künstlerischen Werdegang aus. Als Musiker, der in keine Schublade passt, auf den vom Jazz bis zur Weltmusik alle möglichen Definitionen zuzutreffen scheinen, hat er sich eine für sein musikalisches Umfeld ungewöhnliche Freiheit des Ausdrucks geschaffen. Zwischen Schlagern und aufgeblähten Riesenorchestern ist für einen Solisten scheinbar wenig Platz. Doch mit Geduld und Beharrlichkeit ist es Brahem gelungen, seinem Instrument, das nur noch auf die Rolle des Begleitinstruments beschränkt schien, eine Nische zu schaffen.“

„Ich betrachte mich weder als Jazzmusiker noch als Jazzkomponisten. Ich persönlich definiere mich nicht in Bezug auf Etiketten. Als eine Erscheinung der Plattenindustrie gibt es dieses Phänomen natürlich schon lange, letztlich, damit sich der Hörer zurechtfindet. Im ersten Moment würde es mich erstaunen, festzustellen, dass meine Musik als Jazz katalogisiert ist, aber stören tut mich das nicht wirklich. Unter Worldmusic möchte ich meine CDs allerdings nicht eingereiht finden, das ist für mich eine Kategorie, die jeglicher Seriosität entbehrt und überhaupt nichts aussagt.“

„Das Enttäuschendste an Brahems neuem Quartett ist, dass diese Musik in all ihrer vornehm ausbalancierten Schönheit weder neu noch frisch klingt. Als Idiom betrachtet, ist sie, erweitert um einige weltmusikalische Akzente, hart an der Plansollerfüllung der Klischees, die dem Sound von ... ECM Records seit vierzig Jahren zum Vorwurf gemacht werden, ohne dass sie auf die Breite seiner Produktion je zugetroffen hätten.“
„Musik, wundersam changierend zwischen ethnischen Einflüssen aus verschiedenen Himmelsrichtungen, zwischen Komponiertem und frei Fortgesetztem. Frühere Arbeiten Brahems für Film und Theater bilden die Grundlage für assoziationsreiche Um- und Ausdeutungen in wechselnden Spielkonstellationen mit französischen, arabischen und skandinavischen Musikern.“

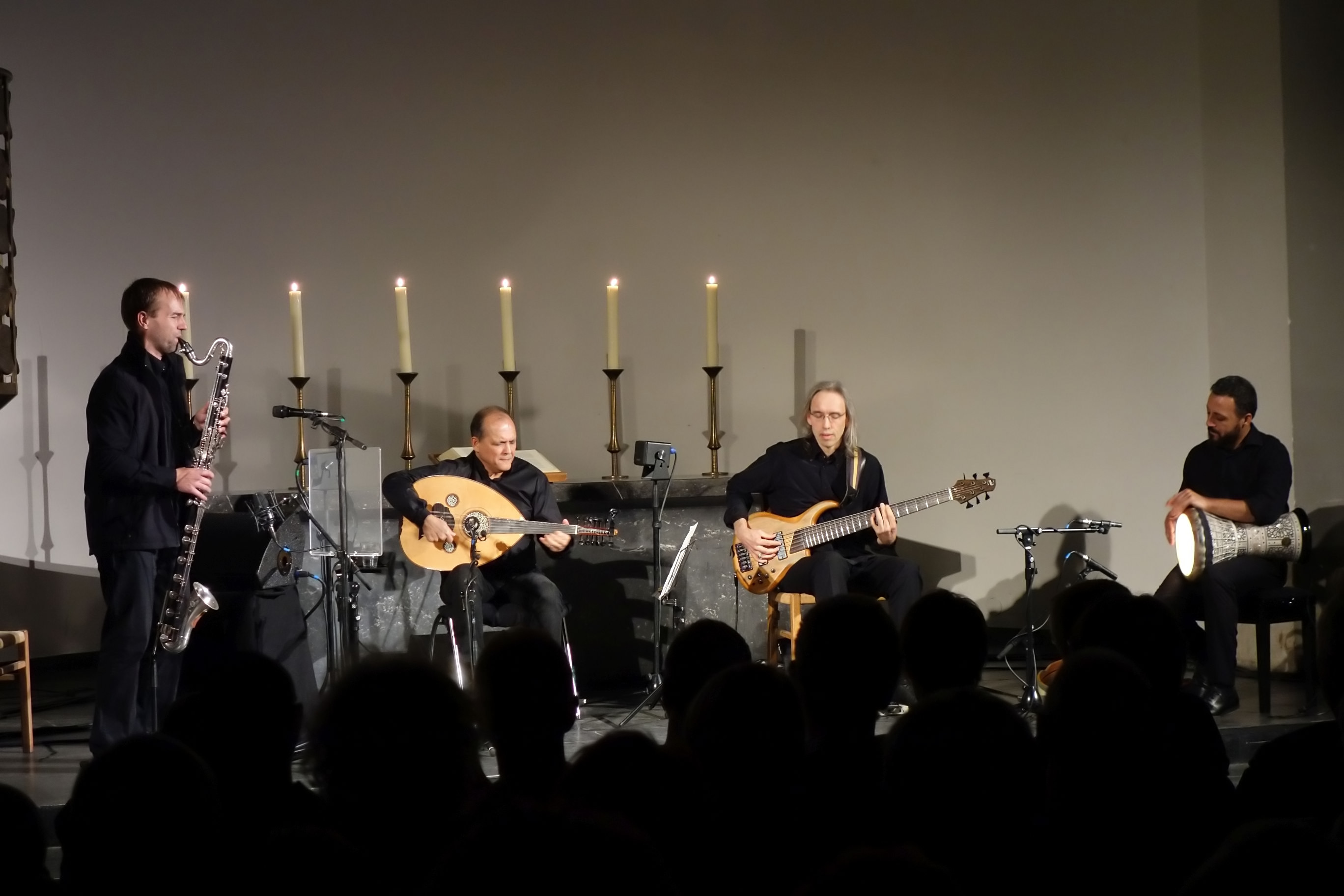
Anouar Brahem (2012) mit Klaus Gesing (li.), Björn Meyer (Mitte rechts) und Khaled Yassine (rechts)

## Diskografie (Auswahl)
- Ennaoura el achiqua 1987
- Leïlatou Tayer. Mit dem Musikensemble der Stadt Tunis 1988
- Barzakh. Mit Béchir Selmi (Violine), Lassad Hosni (Percussion). ECM 1432, 1991.
- Conte de l’incroyable amour. Mit Barbaros Erköse (Klarinette), Kudsi Erguner (Nay), Lassad Hosni (Bendir, Darbuka). ECM 1457, 1992.
- Jan Garbarek: Madar. Mit Jan Garbarek (Tenor- & Sopran-Saxophon), Ustad Shaukat Hussain (Tabla). ECM 1515, 1994.
- Khomsa. Mit Richard Galliano (Akkordeon), François Couturier (Piano, Synthesizer), Jean-Marc Larché (Sopransaxophon), Béchir Selmi (Violine), Palle Danielsson (Kontrabass), Jon Christensen (Schlagzeug). ECM 1561, 1995.
- Thimar. Mit John Surman (Bassklarinette und Sopransaxophon), Dave Holland (Kontrabass). ECM 1641. 1998. (DE: Gold (German Jazz Award))[8]
- Astrakan café. Mit Barbaros Erköse (Klarinette), Lassad Hosni (Bendir, Darbouka). ECM 1718, 2000.
- Charmediterranéen. Mit dem Orchestre National de Jazz und Gianluigi Trovesi (Piccolo-Klarinette, Altsaxophon). ECM 1828, 2002.
- Le pas du chat noir. Mit François Couturier (Piano), Jean-Louis Matinier (Akkordeon). ECM 1792, 2002.
- Le voyage de Sahar. Mit François Couturier (Piano), Jean-Louis Matinier (Akkordeon). ECM 1915, 2006.
- The Astounding Eyes of Rita. Mit Klaus Gesing (Bassklarinette), Björn Meyer (Bass), Khaled Yassine (Darbouka, Bendir). ECM 2075, 2009.
- Souvenance. Mit François Couturier (Piano), Klaus Gesing (Bassklarinette), Björn Meyer (Bassgitarre), Orchestra della Svizzera italiana; Dirigent: Pietro Mianiti. ECM. 2014.
- Blue Maqams. Mit Dave Holland, Jack DeJohnette, Django Bates. ECM, 2017.
- After the last Sky. Mit Anja Lechner (Cello), Django Bates (Piano), Dave Holland (Bass). ECM, 2025.[9]